# Clypeola cyclodontea
Clypeola cyclodontea là một loài thực vật có hoa trong họ Cải. Loài này được Delile mô tả khoa học đầu tiên năm 1880.